# 一城九镇

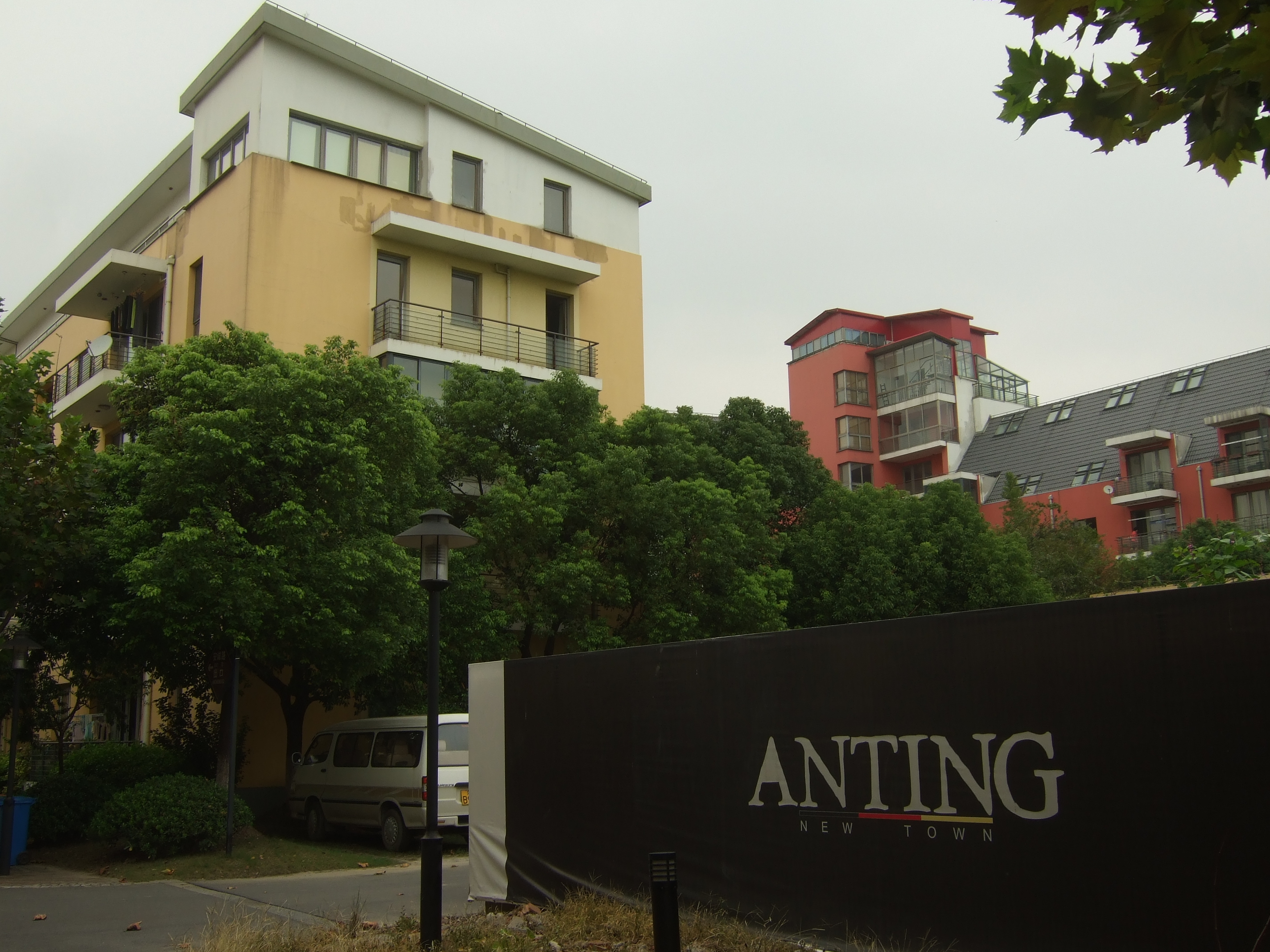
安亭新鎮

一城九镇是中華人民共和國上海市人民政府於2001年提出的城鎮建設規劃。一城九镇具體指的是松江新城、朱家角、安亭、高桥、浦江鎮、罗店、枫泾、周浦、奉城、堡镇（2003年10月改為陳家鎮）。一城九镇是繼浦東開發開放後上海第二次大規模城市化運動。

## 背景
2000年6月13日，中共中央、中國国务院出台《关于促进小城镇健康发展的若干意见》，指出要力争10年使全国城镇化水平有一个明显的提高。。

## 出台和演變
2001年1月5日，上海市人民政府出台《关于上海市促进城镇发展的试点意见》，明确提出一城九镇。上海市人民政府提到的一城九镇為松江新城以及朱家角、安亭、高桥、浦江、罗店、枫泾、周浦、奉城、堡镇9个中心镇。上海市人民政府提出要在這些城鎮引进国内外不同城市和地区的建筑风格。。上海當局希望將一城九镇建设成各方面完善的城镇，增强郊区城镇的吸引力。2001年7月31日，上海市人民政府召开上海市试点城镇安亭镇中心镇建设启动大会，拉开了一城九镇建设序幕。国务院副总理黄菊、国家政协副主席徐匡迪、上海市委书记陈良宇等人出席了启动大会。2002年，冯国勤出席了开工仪式。2003年，一城九鎮進入實質性建設階段。
2004年11月，上海市人民政府发表《关于切实推进“三个集中”，加快上海郊区发展的规划纲要》，一城九镇又演变成三城七镇，其中新增了临港新城、嘉定新城。。
2005年下半年，上海市當局又提出1966四级城镇体系，具體內容為要建設1个中心城：區域為上海外环线以内的600平方公里面積；9个新城：宝山、嘉定、青浦、松江、闵行、奉贤南桥、金山、临港新城、崇明城桥鎮；60个左右新市镇；600个左右中心村。

## 建設
英國風格的泰晤士小镇就是松江新城的建設成果。安亭借鉴了欧洲中世纪以及德國风格。临港新城采用了巴洛克时期的风格。奉城採用了西班牙风格。朱家角則維持原本的江南水乡风格。浦江鎮引進意大利風格。高橋引進荷蘭風格。羅店引進北歐風格。